# Holly Springs (Mississippi)
Holly Springs è una città (city) degli Stati Uniti d'America, capoluogo della contea di Marshall, nello Stato del Mississippi.